# Серапіон Печерський
Серапіон Печерський, Серапіон Володимирський (пом. 1275) — український проповідник і письменник, в останній рік свого життя — єпископ Володимирський.

## Життєпис
Відомості про життя його вкрай убогі. В літопису під 1274 роком повідомляється, що митрополит Кирило ІІІ поставив єпископом Володимира, Суздаля і Нижнього Новгорода архімандрита (в інших списках — ігумена) Києво-Печерського монастиря Серапіона, а на наступний рік Серапіон умер. Літопис відзначає, що він був «зіло учителен і книжен», тобто начитаний у духовній літературі і відомий як проповідник. Відомо, що керував Києво-Печерською лаврою після смерті архімандрита Агапіта I з 1249 року.

## Творчість
У науці утвердилася думка про приналежність Серапіону, принаймні, п'яти повчань. У першому з них Серапіон закликає віруючих до покаяння, нагадуючи їм про грізних божественні «покарання» — землетруси (можливо, йдеться про землетрус 1258 року) і про навалу чужеплемінників. Середина XIII ст. аж ніяк не була для Русі-України, що ще не оправилася від Батиєвої навали, часом благополуччя. Про цей трагічний час і говорить Серапіон: «Се оуже наказаеть ны богъ знаменьи, земли трясеньемь его повелЂньемь: не глаголеть оусты, но дЂлы наказаеть. ВсЂмъ казнивъ ны, богъ не отьведеть злаго обычая. НынЂ землею трясеть и колЂблеть, безаконья грЂхи многия от земля отрясти хощеть, яко лЂствие от древа. Аще ли кто речеть: „Преже сего потрясения бЂша и рати, и пожары быша же“, — рку: „Тако есть, но — что потом бысть намъ? Не глад ли? не морови ли? не рати ли многыя? Мы же единако не покаяхомъся, дондеже приде на ны языкъ немилостивъ попустившю богу; и землю нашю пусту створша, и грады наши плЂниша, и церкви святыя разориша, отца и братью нашю избиша, матери наши и сестры в поруганье быша“.». Серапіон закликає відмовитися від несправедливого суду, від «грабленья, татбы, разбоя и нечистаго прелюбодЂиства, отлучающа от бога, сквернословья, лжЂ, клеветы, клятвы и поклепа, иныхъ дЂлъ сотониных», тільки тоді, сподівається проповідник, «оутЂшить ны богъ небесныи, акы сыны помилует ны, печаль земную отиметь от нас, исходъ миренъ подасть намъ на ону жизнь». 
Про те саме, про дурні вдачі і вчинки, що, на думку Серапіона, і є причиною гніву Божого, говориться й в іншому його посланні: він знову нагадує про полон землі, про захоплені міста, про трупи убитих чоловіків і уведених у полон жінках і дітях, зображуючи воістину трагічну картину загального нещастя: «Се уже к 40 лЂт приближаеть томление и мука, и дане тяжькыя на ны не престануть, глади, морове животъ нашихъ, и в сласгь хлЂба своего изъЂсти не можемъ, и въздыхание наше и печаль сушать кости наша…» І знову проповідник закликає до покаяння, до відмовлення від дурних справ у надії на милість Бога.
Тій же темі — зображенню сучасних йому подій — присвячене і третє «слово» Серапіона, але всякий раз він знаходить усе нові і нові фарби, зображуючи трагічну долю розореної навалою Руської землі: кров'ю батьків і братів земля просочена як водою в повінь, зникли фортеці і сила наших князів і воєвод, міста спорожніли, заросли бур'янистою травою села, наші багатства нині стали скарбами іноплемінників.
У четвертому і п'ятому повчаннях Серапіон виступає проти язичницького звичаю за наущанням волхвів страчувати людей, звинувачених у чаклунстві. Серапіон засуджує ці забобони у всеозброєнні своєї християнської освіченості. «ГдЂ се есть въ Писаньи, еже человЂкомъ владЂти обильемъ или скудостью? подавати или дождь, или теплоту? О, неразумнии! вся богъ творит, якоже хощет; бЂды и скудость посылаеть за грЂхи наша и наказая насъ, приводя на покаянье.»
Повчанням Серапіона властива висока художня цінність: вишукана майстерність ритора з'єднується в них з незвичайною простотою і яскравістю мови, емоційність зі щирістю. Повчання Серапіона не тільки факт літератури, а й живе свідчення трагічних подій, відображення болісних роздумів про причини нечуваних нещасть, що обрушилися на Руську землю, на український народ, що марно волав до Бога про допомогу.
Творчість Серапіон знаменувала собою збереження в післямонгольській літературі найкращих традицій урочистого й учительного красномовства Київської Русі ХІІ ст.